# Mamit (district)
Mamit is een district van de Indiase staat Mizoram. Het district telt 62.313 inwoners (2001) en heeft een oppervlakte van 2967 km².
Aizawl · Champhai · Hnahthial · Khawzawl · Kolasib · Lawngtlai · Lunglei · Mamit · Saiha · Saitual · Serchhip